# Flaiban
Flaiban é um apelido de família originário da região do Friuli-Venezia Giulia na Itália, porém sua onomástica possivelmente esteja ligada às origens remotas austríacas, ou ainda, imperiais romanas, onde se encontra os primeiros registros de sua provável raiz toponímica "Flavian".

## Origem
A origem do sobrenome é controversa. Há indícios de que sua toponímia, incomum nos sobrenomes italianos, tenha como provável raiz povos austríacos e/ou mesmo remontem ao Império Romano, donde se explicaria registros de predecessores familiares com o termo Flavian em seus registros. A maior concentração familiar com este sobrenome e mais proeminente ideia é de que tenha se originado na região do Friuli-Venezia Giulia, donde, inclusive, encontra-se a Comune di Flaibano que em friulano (dialeto local com forte influência austríaca) é traduzido por Flaiban. Porém, as historiografias da própria Comuna de Flaibano indicam que sua onomástica têm críveis relações em incursões que remontam ao Império Romano sobre o domínio da Dinastia Flaviana nestas regiões italianas. Cogita-se, portanto, que tanto a comuna italiana, quanto o sobrenome, possivelmente estejam ligados à raiz toponímia dos Flávios, sem que se possa afirmar enfaticamente qual dos dois (sobrenome ou comuna) tenham surgido primeiramente.

## Grafia e derivações
Condizente com a grafia friulana podemos afirmar que a grafia mais correta seja Flaiban, todavia, existem derivações registradas na Itália, Brasil, Eslovênia e em outras localidades bastante freqüentes: Flaibano, Flaibam, Flaiba, Flayban, Flajban e Fleiban. Além da possível raiz Flavian ainda em uso em regiões pertencentes ao antigo Império Austro-Húngaro.

## Significado
As hipóteses apontam para a designação da localidade de origem do portador do sobrenome. Por sua vez, a origem do nome da localidade proviria do nome da Dinastia Flaviana. Reitere-se que a origem do sobrenome é controversa.

## Heráldica

### Descrição heráldica
Em campo de blau (azul) uma torre de prata lavrada de sable (negro) aberto de uma porta e duas janelas, entre duas chaves alinhadas de prata unidas na base por um cordão de goles (vermelho), no cantão dextro do chefe um feixe de trigo sobreposto a uma enxada e no cantão sinistro do chefe um cálice, tudo de ouro, brocante uma asna de ouro com quatro estrelas de blau. Escudo encimado com o elmo de prata, protegido de paquife e virol com os esmaltes do escudo, timbrado por uma águia imperial de blau partida e bicada de ouro, coroada com duas coroas imperiais. Escudo suportado por anjos ao natural vestidos de prata.

### Interpretação
O escudo é simples, em esmalte azul ressaltando a justiça, serenidade e fortaleza, demarcado pela torre em prata - símbolo comumente usado nas terras hoje situadas na Friuli-Venezia Giulia (região de pequenos vilarejos de agricultores, próximo à Udine – Itália) - que recorda o senso de sentinela e vigilância. As chaves ao lado das torres reforçam a ideia de justiça e proteção - provavelmente indique que a família deve primar pelo correto e pelo bem.
Os feixes e enxada à esquerda insinuam o trabalho da família - colonos e agricultores. O cálice à direita indica o aspecto religioso da mesma.
A "asna" em ouro é um sinal de honra – simboliza as botas e esporas de um cavaleiro – traz sinais de que a história da família pretende ser virtuosa. Na asna observa-se 4 estrelas – não saberíamos indicar exatamente quais são essas 4 virtudes, porém, podemos conjecturar que o número 4 (comumente usado para indicar os pontos cardeais) insinuem que essas virtudes familiares devem ser conhecidas por todos.
O "timbre" traz o símbolo do antigo Império Romano-Germânico/Áustro-Hungaro (Uma águia imperial de duas cabeças coroadas), dando a supor que o sobrenome possivelmente tenha se originado lá.